# Trust (песня Megadeth)
«Trust» — песня американской трэш-метал-группы Megadeth с седьмого студийного альбома Cryptic Writings. Песня вышла в виде сингла 8 мая 1997 года на английском и испанском языках. Композиция заняла пятое место в чарте Mainstream Rock Tracks, что стало лучшим достижением группы. «Trust» вошла в сборники Capitol Punishment: The Megadeth Years, Greatest Hits: Back to the Start и Anthology: Set the World Afire, а также в бокс-сет Warchest.
Композиция была номинирована на премию Грэмми в январе 1998 года в номинации «Лучшее метал исполнение».

## Музыка и тематика лирики
Песня рассказывает о взаимоотношениях, которые являются деструктивными из-за взаимной лжи. Обе стороны лгут друг другу, продолжая свой порочный путь.
По словам Марти Фридмана, средняя акустическая часть песни была позаимствована из инструментальной композиции «Absolution».

## Список композиций
1. «Trust» — 5:13
2. «A Secret Place» — 5:31
3. «Tornado of Souls» (концерт) — 5:55
4. «À Tout le Monde» (концерт) — 4:52

## Участники записи
- Дэйв Мастейн — ритм-гитара, вокал
- Марти Фридмен — соло-гитара, бэк-вокал
- Дэвид Эллефсон — бас-гитара, бэк-вокал
- Ник Менца — барабаны

## Чарт
| Чарт (1997)                     | Позиция |
| ------------------------------- | ------- |
| США (Billboard Mainstream Rock) | 5       |